# Intermountain CallAir B-1
L'Intermountain CallAir B-1 est une variante de l'avion léger Intermountain CallAir A-9.
Juste avant son rachat en 1966 par Aero Commander, Intermountain Manufacturing Company  prit conscience de la capacité d’emport insuffisante de l'Intermountain CallAir A-9 et présenta une version plus puissante du CallAir A-9 équipé cette fois d’un moteur 8 cylindres à plat Lycoming IO-720 de 400 ch. Le fuselage a été allongé de 2 m et l’envergure a été portée de 10,80 à 13,60 m par ajout d’une section centrale. Résultat, une charge utile accrue de 50 %.
Remotorisé avec le fameux moteur en étoile Pratt et Whitney R-985 Wasp Junior de 450 ch, le même appareil devenait CallAir B-1A.

## Aero CommanderSnipe Commander
En 1966 Intermountain Manufacturing Company fut racheté par Rockwell International. La production du CallAir B-1 se poursuivit jusqu'au début des années 1970 sous la désignation commerciale Snipe Commander. Sur les tablettes de la FAA l'appareil restera pourtant connu comme Aero Commander CallAir B-1 et B-1A.